# Chironax melanocephalus
Chironax · Cynoptère à tête noire
Genre
Espèce
Statut de conservation UICN

 LC  : Préoccupation mineure
Chironax melanocephalus, le Cynoptère à tête noire, unique représentant du genre Chironax, est une espèce de chauve-souris de la famille des Pteropodidae.

## Répartition
Cette espèce se rencontre en Asie du Sud-Est. Elle a été recensée dans les pays suivants : Brunei, Indonésie, Malaisie, Thaïlande.

## Systématique
Le nom valide complet (avec auteur) de ce taxon est Chironax melanocephalus (Temminck, 1825).
L'espèce a été initialement classée dans le genre Pteropus sous le protonyme Pteropus melanocephalus Temminck, 1825.
Ce taxon porte en français le nom vernaculaire ou normalisé suivant : Cynoptére à tête noire.
Chironax melanocephalus a pour synonyme :
- Pteropus melanocephalus Temminck, 1825